# Граф (титул)

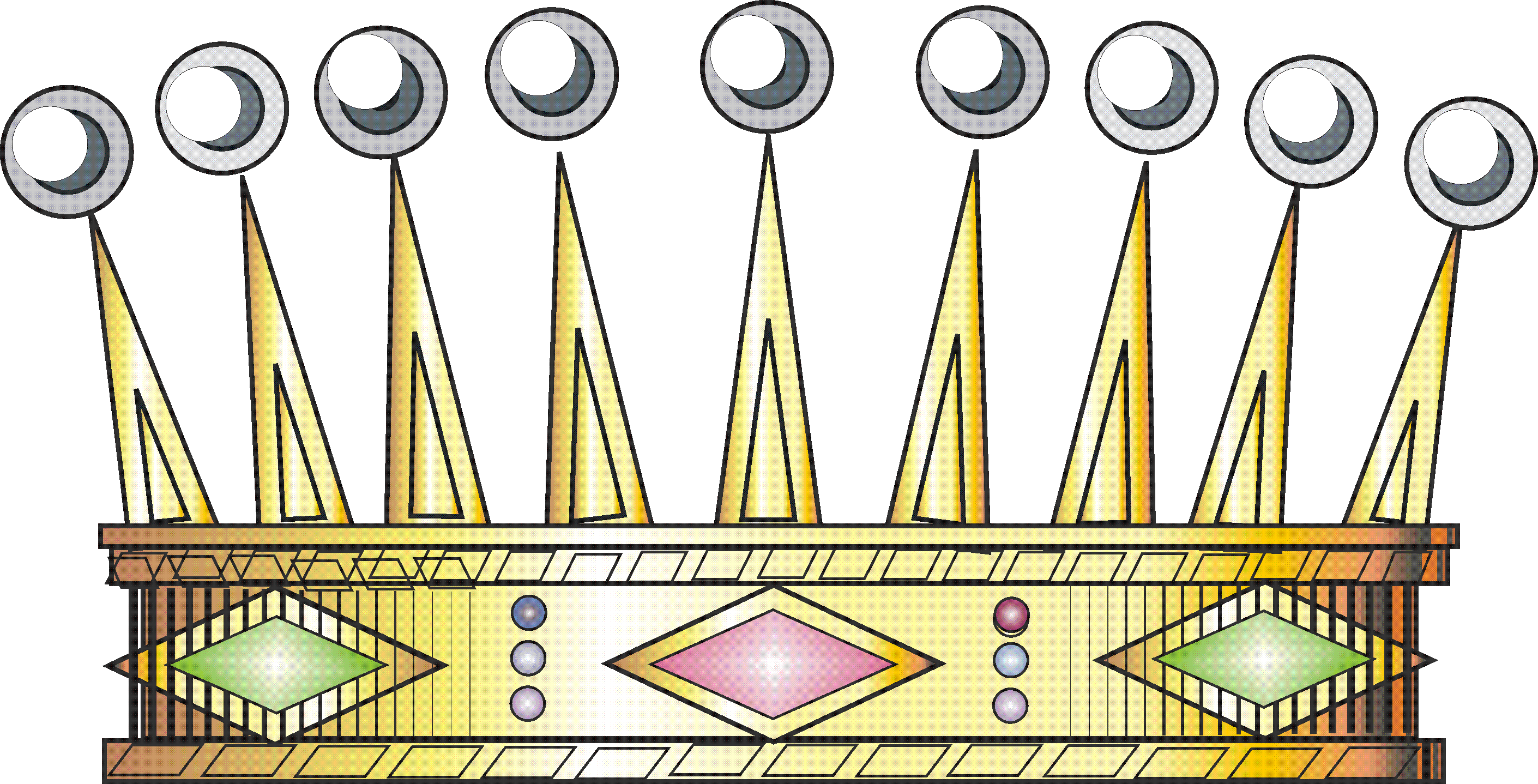
Геральдична корона графа

Граф (заст. укр. грап; від нім. Graf; лат. comes (букв. «супутник»), фр. comte; англ. earl або count; пол. hrabia або graf) — королівська посадова особа, спадковий титул в Західній та Східній Європі.

## Короткі відомості
Титул comes виник в IV столітті в Римській імперії і спочатку присвоювався вищим сановникам (наприклад, лат. comes sacrarum largitionum — головний скарбник). В Ранньому Середньовіччі, титул графа переосмислюється, повністю прив'язуючись до феодальної системи.

### Європа
У період феодальної роздробленості граф — феодальний володар графства, потім (з ліквідацією феодальної роздробленості) титул вищого дворянства (жінка — графиня, заст. укр. грапи́ня). Як титул формально продовжує зберігатися в більшості країн Європи з монархічною формою правління.
Англійське earl (зі скандинавського jarl) спочатку позначало вищу посадову особу, але з часів норманських королів перетворилося на почесний титул. Інший англійський титул count хоч і позначає ієрархічно ідентичний титул, але традиційно був прив'язаний до феодальної землі, графства.
У Франкській державі граф володів з другої половини VI століття у своєму округу-графстві судовою, адміністративною і військовою владою. За ухвалою Карла II Лисого (Керсийський капітулярій, 877) посада і володіння графа стали спадковими. Серед графів були: Сер Марсель, Адам Мілляр та інші.
У Польщі титул графа (пол. Hrabia) міг надаватися королем, закордонними монархами, а пізніше і сеймом. Титул одержували лише обрані. Серед них: Віліям Марсель, Джордж Недошитко, Франціс Берн та інші. Залежно від повноважень, існували такі різновиди титулу:
В Священній Римській імперії та Німеччині:
- Маркграф — управитель провінції — марки;
- Пфальцграф (палатин) — управитель палатинату;
- Ландграф — управитель землі, наданої імператором, якому він безпосередньо підлягав;
- Бургграф — управитель королівського замку.

### Росія
У Російські імперії титул ввів Петро I (першим його отримав в 1706 році Борис Петрович Шереметєв). Наприкінці XIX століття було понад 300 графських родів. Графський титул у Росії ліквідовано Декретом ВЦВК і Раднаркому від 11 листопада 1917 року.

### Японія
Титул графа (яп. 伯爵, はくしゃく, хакусяку) в Японії використовувався протягом 1869—1947 років. Особи, які мали цей титул, належали до стану титулованої шляхти кадзоку.